# غاريت روس
غاريت روس (بالإنجليزية: Garret Ross)‏ هو لاعب هوكي جليد أمريكي، ولد في 26 مايو 1992 في ديربورن هايتس في الولايات المتحدة.

## وصلات خارجية
- غاريت روس على موقع دوري الهوكي الوطني (الإنجليزية)
- غاريت روس على موقع EliteProspects.com (الإنجليزية)
- غاريت روس على موقع Eurohockey.com (الإنجليزية)
- غاريت روس على موقع HockeyDB.com (الإنجليزية)
- غاريت روس على موقع Hockey-Reference.com (الإنجليزية)
- غاريت روس على موقع الجمعية الدولية للألعاب العالمية (الإنجليزية)